# (13220) Kashiwagura
(13220) Kashiwagura est un astéroïde de la ceinture principale.

## Description
(13220) Kashiwagura est un astéroïde de la ceinture principale. Il fut découvert le 1er juillet 1997 à Nanyo par Tomimaru Okuni. Il présente une orbite caractérisée par un demi-grand axe de 3,00 UA, une excentricité de 0,09 et une inclinaison de 10,9° par rapport à l'écliptique.

## Compléments